# R busz (Budapest, 1986–1995)
A budapesti R (gyors R) jelzésű autóbusz a Móricz Zsigmond körtér és a Budaörsi repülőtér között közlekedett időszakos gyorsjáratként. A járatot a Budapesti Közlekedési Vállalat üzemeltette.

## Megállóhelyei
Az átszállási kapcsolatoknál az 1995. januári állapot van feltüntetve!
| 0 | Móricz Zsigmond körtér végállomás | 2 | 6, 18, 19, 41, 47, 49, 61 1, 3, 3, 7, 7A, 7, 10, 10A, 27, 40, 40, 40E, 53, 110, 127, 153, 173 |
| 1 | Kosztolányi Dezső tér             | 1 | 19, 49 1, 7, 7A, 7, 12, 14, 40, 41, 41, 53, 72, 86, 86, 87, 87A, 87B, 114, 153, 173           |
| 2 | Budaörsi repülőtér végállomás     | 0 | 87, 87A                                                                                       |